# 小行星8244
小行星8244（英語：8244 Mikolaichuk）是一颗围绕太阳公转的小行星。1975年10月3日，柳德米拉·切爾尼赫在克里米亚发现了此天体。
这颗小行星的绝对星等为187.0832450720581等。